# Sakariastjärnarna
Sakariastjärnarna är en sjö i Strömsunds kommun i Jämtland och ingår i Ångermanälvens huvudavrinningsområde. Sjöns area är 0,028 kvadratkilometer och den befinner sig 0 meter över havet.